# 柳川雅樹
柳川 雅樹（やながわ まさき、1987年5月1日 - ）は、兵庫県三田市出身の元サッカー選手、サッカー指導者。ポジションはディフェンダー（DF）。

## 来歴
三田市内の弥生FCでサッカーをはじめ、ヴィッセル神戸のジュニアユース及びユースに所属した。
ユース1、2年時はFWをしていたりとレギュラーではなかったが、3年時に木山隆之がユースの監督に就任するとCBとしてレギュラーに定着する。3年時の夏休み期間中、ユースの選手数名がトライアルも兼ねてトップチームの練習に参加していたが、そのメンバーには入っていなかった。その後のJサテライトリーグの試合を見た、トップチーム監督のパベル・ジェハークから評価され、逆転でのトップチーム昇格を果たす。
Jユースサハラカップ2005では紀氏隆秀らと共に準優勝という結果を残す。この大会での活躍が認められ、青木孝太、長沢駿、佐野克彦らとU-19日本代表に初招集される。
2006年1月に行われたU-19カタール国際ユースにU-19日本代表として参加後、ヴィッセル神戸に新設されたU-23で活動予定であったが、スチュワート・バクスター監督から見てみたいという要望がありトップチームのグアムキャンプに参加する。
バクスター監督の下、チーム史上初めて高卒新人開幕スタメンを果たし、2006年5月A契約締結条件をクリアし、チーム史上最速でA契約を締結する。
U-19日本代表としてAFCユース選手権2006に出場していたが、J1昇格争いをしていた神戸からの要望によりU-20ワールドカップ出場権獲得(ベスト4進出)が決まると、代表チームを離れ、神戸に戻ることになった。
翌2007年7月にはU-20日本代表として2007 FIFA U-20ワールドカップに出場した。ユース代表合宿中のルームメイトは同郷出身の香川真司で、よくマリオカートやトランプをしていて、勝つまで終わりにしない香川は負けず嫌いで、アジア予選に恋愛小説・恋空を持ってきていたことが一番驚いたと話していた。
2009年7月7日、神戸市在住の女性と入籍したことを自身のブログで明らかにした。
2010年は、ヴァンフォーレ甲府へ期限付き移籍。
2011年、神戸に復帰したが、2011年7月にザスパ草津へ期限付き移籍。同年11月30日、神戸との契約が満了となった。
2012年より栃木SCに完全移籍した。
2013年、ガイナーレ鳥取へ完全移籍。2014年シーズン終了後、契約満了により鳥取を退団。
2015年、フィリピン・ユナイテッド・フットボールリーグのグローバルFCへ完全移籍。同リーグでは初めてJリーグクラブから直接の移籍選手となる。ヴィッセル神戸在籍時から親交のあった鈴木規郎と6年ぶりに、同じクラブに所属した。AFCカップ2015に出場。
2016年、同リーグの日系クラブ、JPVマリキナFCへ完全移籍。キャプテン兼コーチ、広報担当として幅広く仕事をこなし、1部リーグ初挑戦であった同クラブのリーグ戦4位に貢献する。この年のリーグ、Best Defenderに選出される。
怪我により2018年2月に現役を引退し、サッカー選手のマネジメント会社を設立した。
2019年、当時関西学生リーグ2部に所属していた甲南大学サッカー部の監督に就任。自らの経験と、心理学をベースにしたモチベーションコントロール術、フィリピン時代に養ったチームマネジメントを駆使してチームを改革し、2019年シーズンに1部昇格を果たし、翌年は総理大臣杯の代替大会である全国大会「#atarimaeni CUP」では関西勢唯一のベスト8入りに導いた。
2023年12月28日、ジェイリースFCの監督に就任した

## 所属クラブ
- 1994年 - 1999年 弥生FC (三田市立弥生小学校)
- 2000年 - 2002年 ヴィッセル神戸ジュニアユース (三田市立富士中学校)
- 2003年 - 2005年 ヴィッセル神戸ユース (仁川学院高等学校)
- 2006年 - 2011年  ヴィッセル神戸
  - 2010年  ヴァンフォーレ甲府 (期限付き移籍)
  - 2011年7月 - 同年12月  ザスパ草津 (期限付き移籍)
- 2012年  栃木SC
- 2013年 - 2014年  ガイナーレ鳥取
- 2015年  グローバルFC
- 2016年 - 2017年  JPVマリキナFC

## 個人成績
| 国内大会個人成績 | 国内大会個人成績 | 国内大会個人成績 | 国内大会個人成績 | 国内大会個人成績 | 国内大会個人成績 | 国内大会個人成績 | 国内大会個人成績 | 国内大会個人成績 | 国内大会個人成績 | 国内大会個人成績 | 国内大会個人成績 |
| 年度             | クラブ           | 背番号           | リーグ           | リーグ戦         | リーグ戦         | リーグ杯         | リーグ杯         | オープン杯       | オープン杯       | 期間通算         | 期間通算         |
| 年度             | クラブ           | 背番号           | リーグ           | 出場             | 得点             | 出場             | 得点             | 出場             | 得点             | 出場             | 得点             |
| 日本             | 日本             | 日本             | 日本             | リーグ戦         | リーグ戦         | リーグ杯         | リーグ杯         | 天皇杯           | 天皇杯           | 期間通算         | 期間通算         |
| ---------------- | ---------------- | ---------------- | ---------------- | ---------------- | ---------------- | ---------------- | ---------------- | ---------------- | ---------------- | ---------------- | ---------------- |
| 2006             | 神戸             | 32               | J2               | 28               | 1                | -                | -                | 1                | 0                | 29               | 1                |
| 2007             | 神戸             | 22               | J1               | 2                | 0                | 1                | 0                | 0                | 0                | 3                | 0                |
| 2008             | 神戸             | 32               | J1               | 10               | 0                | 1                | 0                | 0                | 0                | 11               | 0                |
| 2009             | 神戸             | 3                | J1               | 2                | 0                | 0                | 0                | 0                | 0                | 2                | 0                |
| 2010             | 甲府             | 3                | J2               | 6                | 0                | -                | -                | 0                | 0                | 6                | 0                |
| 2011             | 神戸             | 32               | J1               | 0                | 0                | 0                | 0                | -                | -                | 0                | 0                |
| 2011             | 草津             | 27               | J2               | 10               | 0                | -                | -                | 0                | 0                | 10               | 0                |
| 2012             | 栃木SC           | 23               | J2               | 4                | 0                | -                | -                | 0                | 0                | 4                | 0                |
| 2013             | 鳥取             | 2                | J2               | 12               | 0                | -                | -                | 0                | 0                | 12               | 0                |
| 2014             | 鳥取             | 2                | J3               | 21               | 0                | -                | -                | 2                | 0                | 23               | 0                |
| フィリピン       | フィリピン       | フィリピン       | フィリピン       | リーグ戦         | リーグ戦         | リーグ杯         | リーグ杯         | オープン杯       | オープン杯       | 期間通算         | 期間通算         |
| 2015             | グローバル       | 32               | UFL1部           | 16               | 2                | 4                | 0                | 5                | 1                | 25               | 3                |
| 2016             | マリキナ         | 32               | UFL1部           | 18               | 1                | 7                | 3                | -                | -                | 25               | 4                |
| 2017             | マリキナ         | 3                | PFL1部           | 25               | 1                | -                | -                | -                | -                | 25               | 1                |
| 通算             | 日本             | 日本             | J1               | 14               | 0                | 2                | 0                | 0                | 0                | 16               | 0                |
| 通算             | 日本             | 日本             | J2               | 60               | 1                | -                | -                | 1                | 0                | 61               | 1                |
| 通算             | 日本             | 日本             | J3               | 21               | 0                | -                | -                | 2                | 0                | 23               | 0                |
| 通算             | フィリピン       | フィリピン       | UFL/PFL          | 59               | 4                | 11               | 3                | 5                | 1                | 75               | 8                |
| 総通算           | 総通算           | 総通算           | 総通算           | 154              | 5                | 13               | 4                | 8                | 0                | 175              | 9                |

- Jリーグ初出場 - 2006年3月4日 J2 第1節 対ザスパ草津戦 (神戸ウイングスタジアム)
- Jリーグ初得点 - 2006年11月11日 J2 第48節 対柏レイソル戦 (神戸ウイングスタジアム)

その他の公式戦
- 2006年
  - J1・J2入れ替え戦 2試合0得点
- 2013年
  - J2・JFL入れ替え戦 2試合0得点
- 2015年
- AFCカップ 2015 6試合0得点
- シンガポールカップ 2015 6試合0得点

## 代表歴
- U-19、U-20日本代表 (2005年-2006年)
  - 2006年 AFCユース選手権
  - 2007年 2007 FIFA U-20ワールドカップ

## 指導歴
- 2019年 - 2022年 甲南大学サッカー部 監督
- 2023年 ファジアーノ岡山FC コーチ
- 2024年 - ジェイリースFC 監督